# Сепарація гамма-абсорбційна
Сепарація гамма-абсорбційна — різновид радіометричної сепарації. Базується на різниці в ступені поглинання гамма-випромінювання грудками руди. 

## Загальний опис
Величина поглинання залежить від енергії квантів первинного гамма-випромінювання, атомного номера і атомної маси речовини, що опромінюється. Чим вище атомний номер хімічного елементу і його атомна маса і чим менше енергія застосованого випромінювання, тим сильніше виявляється властивість абсорбції рентгенівського випромінювання. На ступінь поглинання гамма-випромінювання, крім хімічного складу грудок руди, впливає також їхня крупність. Тому для усунення цього впливу руда перед сепарацією піддається класифікації за вузькою шкалою.

## Застосування
Гамма-абсорбційна сепарація може бути застосована для збагачення різних корисних копалин, однак вона достатньо ефективна тільки при високому вмісті корисного компоненту в руді. Сьогодні метод застосовується для збагачення залізних руд. При збагаченні залізних руд для забезпечення максимальної різниці в послабленні гамма-випромінювання грудками руди і породи важливим є вибір енергії джерела гамма-променів. Для залізних руд крупністю +100 мм слід застосовувати джерела 109Cd, для класу 100 – 50 мм  241Am, для класу 20 – 50 мм 14C.
Крім хімічного складу грудок руди, на ступінь поглинання гамма-випромінювання впливають розміри випромінюваних грудок. Для усунення цього впливу руду попередньо класифікують.